# Alexander Barclay
Alexander Barclay (1476 circa – Croydon, 10 giugno 1552) è stato un poeta britannico.

## Biografia

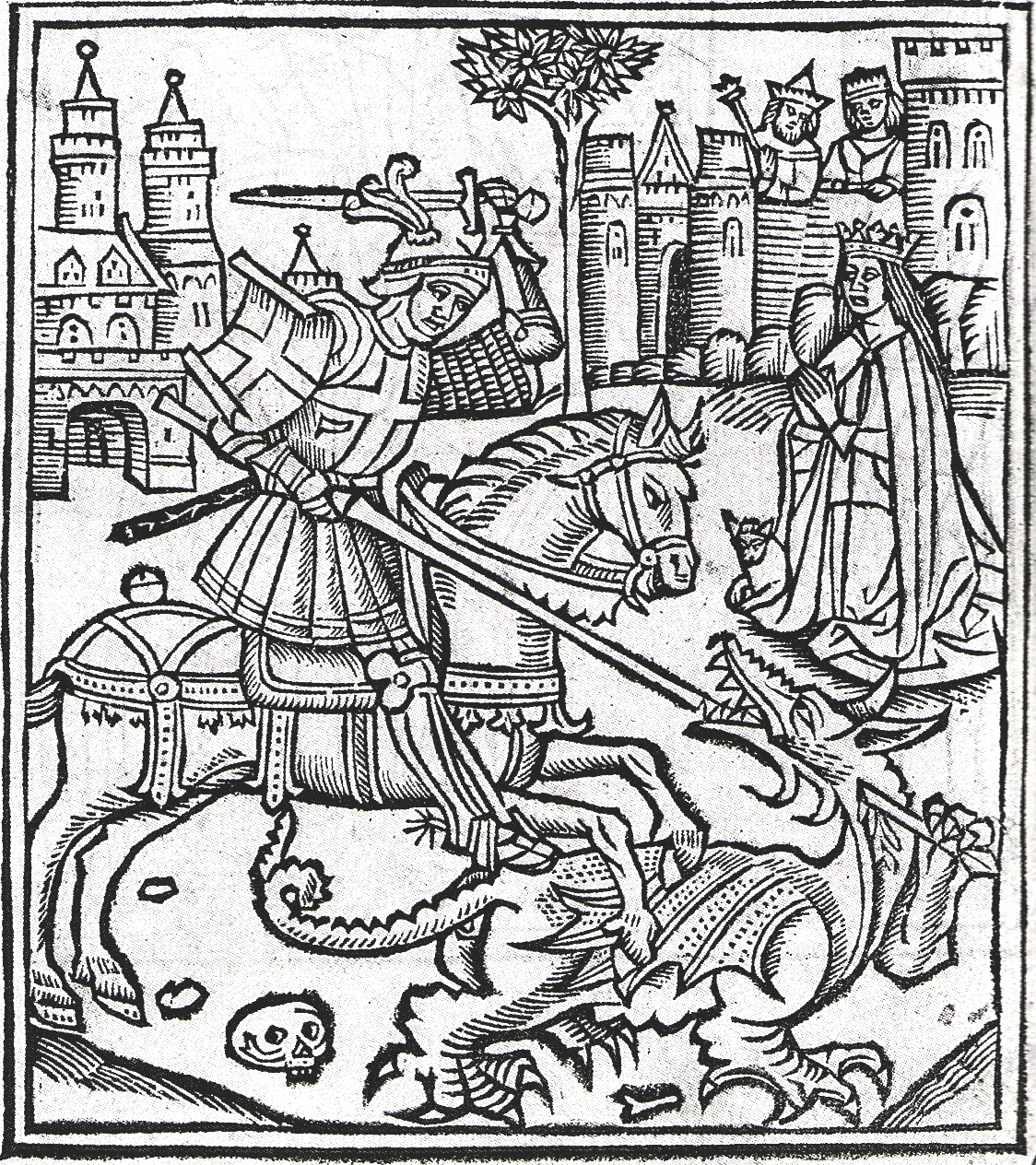
Frontespizio xilografico dal "Lyfe of Seynt George" di Alexander Barclay, Westminster 1515.

Barclay nacque intorno al 1476. Il suo luogo di nascita è oggetto di disputa, ma William Bulleyn, che era nativo di Ely, e probabilmente lo conosceva quando era lì nel monastero, asserisce che egli fosse nato "oltre il freddo fiume di Twede" (River Tweed, in Scozia). La sua giovinezza fu trascorsa a Croydon, ma non è certo se fosse stato poi educato ad Oxford o a Cambridge. Si può presumere che abbia preso la laurea, dal momento che egli usa il titolo di "Syr" nella sua traduzione del Bellum Iugurthinum di Sallustio, e nel suo testamento è definito laureato in teologia.
Da numerosi riferimenti nelle sue opere, e dalla sua conoscenza della letteratura europea, si può supporre che abbia trascorso del tempo all'estero. Thomas Cornish, vescovo suffraganeo nella diocesi di Bath e Wells, e prevosto dell'Oriel College di Oxford dal 1493 al 1507, lo nominò cappellano del College di Ottery St Mary, nel Devon. Lì Barclay scrisse il suo poema satirico, The Ship of Fools, in parte una traduzione da Sebastian Brant.
La morte del suo patrono nel 1513 apparentemente mise fine al suo legame con l'Occidente, e divenne monaco nel monastero benedettino di Ely. In questo ritiro probabilmente Barclay scrisse le sue ecloghe, ma nel 1520 "Maistre Barkleye, the Blacke Monke and Poete" fu invitato ad ideare histories and convenient raisons to florisshe the building and banque house withal all'incontro tra Enrico VIII e Francesco I al Campo del Drappo d'Oro. Alla fine, divenne un frate francescano a Canterbury.
Si presume che si sia adattato al cambio di religione, poiché ha mantenuto sotto Edoardo VI i beni di Great Baddow nell'Essex e di Wookey nel Somerset, che aveva ricevuto nel 1546, e fu presentato nel 1552 dal decano e dal capitolo di Canterbury al rettorato di All Hallows, in Lombard Street a Londra. Morì in poco tempo dopo la sua ultima promozione a Croydon, nel Surrey, dove fu sepolto il 10 giugno 1552.

## Opere
The Ship of Fools fu popolare tanto popolare nella sua veste inglese quanto lo era stata in Germania. Era il punto di partenza di una nuova letteratura satirica. Di per sé un prodotto della concezione medievale del pazzo che figurava così ampiamente nello Shrovetide e in altri spettacoli, differisce completamente dalle satire allegoriche generali dei secoli precedenti. Le figure non sono più a lungo delle astrazioni; sono degli esempi concreti della follia: della bibliofilo che colleziona libri ma non impara niente da essi; del giudice malvagio che prende tangenti per favorire il colpevole; del vecchio folle che col tempo si rafforza semplicemente nella sua follia; di coloro i quali sono ammalati nel seguire le mode; dei preti che spendono il loro tempo in chiesa a raccontare le gesta di Robin Hood e così via. Perciò, il lavoro è d'interesse dal momento che getta luce sugli usi e i costumi dei tempi cui si riferisce. Barclay tradusse dall'italiano anche il Mirrour of Good Manners di Domenico Mancini, e scrisse cinque egloghe, stampate da Wynkyn de Worde intorno al 1518. Il suo stile è rigido e il suo verso non ispirato.